# Nayif ar-Radschub
Naïf Radschub  (arabisch نايف الرجوب, DMG Nāyif ar-Raǧūb; in englischer Transkription auch: Nayef Rajoub; * 1958 in Hebron) ist ein palästinensischer Politiker (Hamas) und Minister für Waqf und religiöse Angelegenheiten. Sein älterer Bruder Dschibril Radschub ist Mitglied der Fatah.

## Leben
Naïf Radschub ist seit Januar 2006 Abgeordneter des Palästinensischen Legislativrates. Am 29. Juni 2006 wurde er von Israel im Rahmen der „Operation Sommerregen“ verhaftet, um gegen den entführten Soldaten Gilad Schalit ausgetauscht zu werden.
Am 20. Juni 2010 wurde Naïf Radschub aus der Haft entlassen. „Nach der Entführung Schalits im Juni 2006 hatte Israel mehr als 60 Hamas-Vertreter im Westjordanland festgenommen. Darunter waren zahlreiche Parlamentarier. Derzeit befinden sich noch neun Abgeordnete in israelischer Haft“, meldet das zum Christlichen Medienverbund KEP gehörende Israelnetz.